# Javier Diez Canseco
Javier Ernesto Diez-Canseco Cisneros (Lima, 24 de marzo de 1948 - Lima, 4 de mayo del 2013) fue un abogado, sociólogo, escritor y político peruano. Líder histórico de la izquierda peruana, fue congresista de la república durante tres periodos no consecutivos hasta su fallecimiento en el año 2013. También ejerció como senador, desde 1985 hasta 1990, y diputado en el periodo 1980-1985. Fue también diputado de la Asamblea Constituyente de 1978 y presidente del Partido Socialista.

## Biografía
Javier Diez Canseco nació el 24 de marzo de 1948 en Linces, distrito ubicado en la ciudad de Lima, capital principal del Perú. Sus padres fueron Santiago Diez Canseco Magill, gerente del Banco Popular, y María del Carmen Cisneros Sánchez, proveniente de una familia alta clase. Diez Canseco fue descendiente del general Manuel Diez Canseco Corbacho, así como primo del exvicepresidente Raúl Diez-Canseco Terry y de la ex-congresista Anel Townsend Diez-Canseco. Sufrió de poliomielitis cuando tenía un año de edad, lo cual lo dejó con una característica cojera.
Estudió la primaria en el Colegio Inmaculado Corazón y la secundaria en el Colegio Santa María Marianistas. A pesar de su formación religiosa, dejó de practicar la fe católica cuando ingresó a la Pontificia Universidad Católica del Perú, en la cual estudió la carrera de sociología desde 1965 hasta 1971. En la universidad publicó una revista de literatura, El Gallito Ciego, junto a Mirko Lauer, Abelardo Sánchez León y Manuel Piqueras Luna. Posteriormente Diez Canseco ingresó a la Universidad Nacional Mayor de San Marcos en 1967 y decidió estudiar la carrera de Derecho, culminándolo en 1968.

## Carrera política

### Como dirigente estudiantil
En 1970, cuando ya había pasado por la Universidad Nacional Mayor de San Marcos y asumió una ideología socialista, salió elegido presidente del "Centro Federado de Estudiantes de Ciencias Sociales" de la Pontificia Universidad Católica del Perú, y al año siguiente, presidente de la "Federación de Estudiantes de la Pontificia Universidad Católica del Perú" (FEPUC). A esa edad abandonó las comodidades que tenía gracias a su familia para mudarse al Distrito de San Martín de Porres junto a la orden religiosa "Los Hermanos de Foucault", que imitan la vida de Jesús hasta los 30 años.
Durante esos años se hizo militante de "Vanguardia Revolucionaria" junto a Ricardo Letts, Edmundo Murrugarra, Humberto Rodríguez Pastor, Fernando Rospigliosi, entre otros. También colaboró con el órgano de difusión del Frente Revolucionario de Estudiantes Socialistas llamado "Rebelión". Fue expulsado de la PUCP tras promover un paro de trabajadores y estudiantes. Posteriormente viajó a La Oroya a tratar de desarrollar un frente minero.
Durante el gobierno militar de Francisco Morales Bermúdez, Diez Canseco fue expulsado a Argentina por sus constantes críticas y por haber sido uno de los organizadores del paro nacional contra el régimen dictatorial. Junto a otros doce políticos fueron entregados al ejército argentino dirigido por Jorge Videla. Luego fue expulsado hacia Francia.

### Diputado y senador
Luego de su expulsión, Diez Canseco volvió al Perú y decidió participar en las elecciones constituyentes de 1978 como candidato a la Asamblea Constituyente por la Unidad Democrática Popular (UDP). Resultó elegido, con 24,809 votos, para el periodo 1978-1980. Desde ese momento, se dedicó por completo a la política. 
En las elecciones parlamentarias de 1980, postuló nuevamente a la Cámara de Diputados por la UDP y resultó elegido.
Para las elecciones generales de 1985, Diez Canseco se unió junto a varios políticos izquierdistas con el fin de formar la coalición Izquierda Unida, donde luego lanzarían al histórico exalcalde de Lima Alfonso Barrantes como candidato presidencial. Diez Canseco decidió postular al Senado (con el número 3 de la lista) y resultó siendo el senador más votado, con 191,950 votos de preferencia, para el periodo parlamentario 1985-1990.
Durante este periodo se caracterizó por ser un fuerte opositor al primer gobierno de Alan García.

### Opositor al gobierno de Alberto Fujimori
Culminando su gestión, Diez Canseco fue reelegido en las elecciones parlamentarias de 1990 con 63,086 votos, donde fue el tercero más votado. Sin embargo, su cargo como senador fue interrumpido el 5 de abril de 1992 tras el autogolpe de estado declarado por el presidente Alberto Fujimori.
Desde el ilegal cierre del Congreso, Diez Canseco se convirtió en uno de los principales opositores al gobierno fujimorista y se involucró en las investigaciones sobre las violaciones a los derechos humanos cometidas tanto por Sendero Luminoso como por las Fuerzas Armadas del Perú. Esto ocasionó que en numerosas oportunidades fuese blanco de amenazas por parte del Grupo Colina.
El 14 de noviembre de 1990, explotó una carga de dinamita en su casa. La policía sostuvo inicialmente que se trató de un atentado subversivo, pero posteriores declaraciones del agente Julio Chuqui Aguirre confirmaron que detrás del atentado estuvo el Servicio de Inteligencia Nacional del Perú (SIN) comandado por Vladimiro Montesinos. La motivación habría sido la entrega del informe de la comisión investigadora del espionaje telefónico que hallaba responsabilidad en el general Edwin Díaz Zevallos y en Roberto Huamán Azcurra, este último mano derecha de Montesinos.
En las elecciones parlamentarias de 1995, Diez Canseco volvió a postular al Congreso de la República por Izquierda Unida y fue elegido, junto Rolando Breña Pantoja como únicos representantes de la IU, para el periodo 1995-2000.
En el año 1998, junto con Lourdes Flores, Alberto Borea, Mauricio Mulder y Alejandro Santa María Silva, juntaron firmas para la convocatoria a un referéndum en contra de la segunda reelección de Alberto Fujimori a la presidencia del Perú. Sin embargo, dicho referéndum no obtuvo éxito tras maniobras fraudulentas por parte del fujimorismo.

### Amenaza y secuestro en la Residencia del Embajador de Japón
En el año 1995, su nombre fue incluido en un arreglo funerario que fue dejado en la puerta de la Asociación Pro Derechos Humanos, el mismo que llevaba una tarjeta donde se leía "In Memoriam, en recuerdo de los que fueron, por la eterna calcinación de sus restos" y era firmada por "La Comunidad Colina". Casi a finales de la década, en 1996, Diez Canseco fue secuestrado durante la toma de la residencia del embajador de Japón en Lima y fue rápidamente liberado luego de algunos días junto a Alejandro Toledo. Luego de eso pidió al gobierno que negociara la paz con el Movimiento Revolucionario Túpac Amaru, sin embargo, dicha solicitud fue rechazada.
Luego de la caída de Alberto Fujimori tras la difusión de los Vladivideos y la asunción de Valentín Paniagua como presidente interino del Perú, se convocaron a elecciones generales para el año 2001. En dichas elecciones, Diez Canseco fue nuevamente candidato al Congreso como invitado del partido Unión por el Perú y resultó elegido para el periodo parlamentario 2001-2006.
Durante su gestión parlamentaria enfocó su actividad en políticas de pacificación, contra el narcotráfico y contra la corrupción, así como en temas de derechos humanos, especialmente los referentes a las personas discapacitadas y las minorías sexuales. Se ha distinguido por su actividad en tareas de fiscalización y de investigación, habiendo participado repetidas veces en distintas comisiones con estos fines.
Fue elegido en agosto del año 2001 como cuarto vicepresidente del Congreso en la Mesa Directiva presidida por Carlos Ferrero Costa (2001-2002) y presidió la Comisión Investigadora de Delitos Económicos y Financieros que por encargo del pleno del Congreso investigó los procesos de privatización de empresas públicas, el uso de recursos del Estado para el salvataje de empresas financieras, la apropiación de recursos públicos para financiar la red de corrupción, entre otros en el periodo 1990-2001.
Tras la caída del régimen fujimorista, Diez Canseco instó a revisar la constitución de 1993 y que el país retorne al congreso bicameral.
Durante el gobierno del presidente Alejandro Toledo, entre los años 2003 y 2006, fue presidente de la Comisión Especial de Estudio sobre Discapacidad del Congreso de la República, donde impulsó la Ley de Personas con Discapacidad y su posterior promulgación.

### Candidato presidencial
Para las elecciones generales del 2006, Diez Canseco fundó el Partido Socialista con base en el Partido Unificado Mariateguista. Con este partido postuló a la presidencia de la república pero solo obtuvo el 0.5% de la votación. Inicialmente fue marxista-guevarista, pero en la década del 2000 renunció se apartó de dicha corriente filosófica adoptando la socialdemocracia como ideología principal. En su candidatura, se caracterizó por incluir en su lista de candidatos al parlamento a la primera candidata abiertamente lesbiana, la actriz Susel Paredes.

### Congresista (2011-2013)
Para las elecciones generales del 2011, Diez Canseco decidió apoyar la candidatura presidencial de Ollanta Humala y formó con el Partido Nacionalista Peruano la alianza Gana Perú. Postuló como invitado en su lista parlamentaria de Gana Perú con el número 12 por Lima Metropolitana y los peruanos residentes en el extranjero.
Terminadas las elecciones, logró ser el tercer candidato al Congreso con mayor votación de su partido. En ese sentido, volvió al congreso para el periodo parlamentario 2011-2016. Javier Diez Canseco fue elegido con 94,703 votos en Lima, ocupando el 7.º lugar en la escala nacional de votos para congresistas.

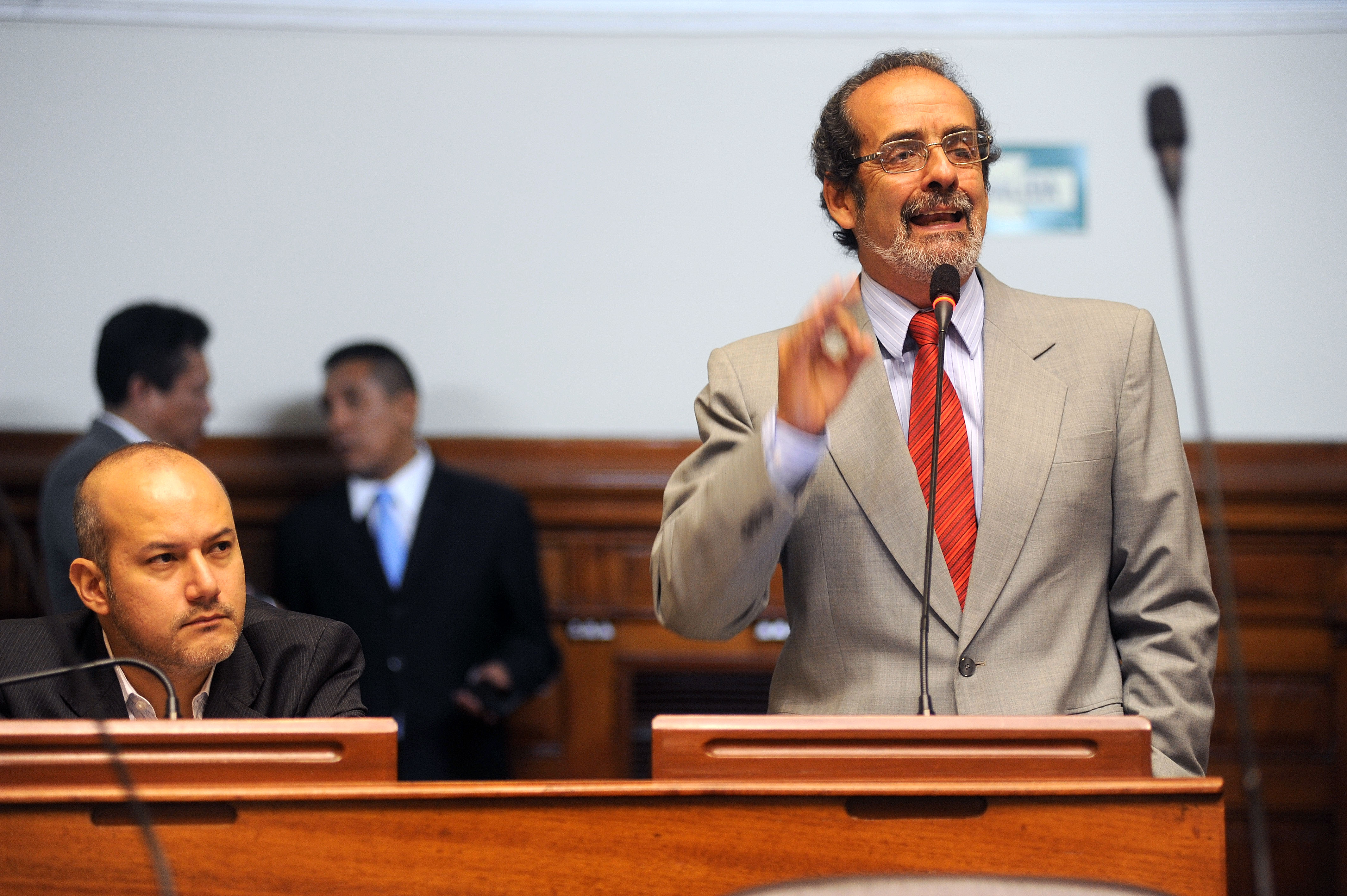
Javier Diez Canseco durante un debate en el 2012.

Sin embargo, el 4 de junio del 2012, Diez Canseco renunció, junto a la congresista Rosa Mavila y Verónika Mendoza, a la bancada oficialista Gana Perú; dado que el presidente habría "faltado a su palabra y los compromisos contraídos con el país". Luego, decidió aliarse con los parlamentarios de Acción Popular, formando así la bancada Acción Popular - Frente Amplio.
El 16 de noviembre del 2012, Diez Canseco fue suspendido por 90 días de sus funciones congresales por el pleno del Congreso a raíz de que la Comisión de Ética lo encontrara responsable, a pesar de que el informe de la Secretaría Técnica de la misma comisión lo exculpara, de violación del Código de Ética Parlamentaria, al haber presentado el proyecto de ley n.º 054/2011 que hubiese permitido, según la denuncia, incrementar el patrimonio de su hija y de su exesposa. El proyecto de ley apuntaba a un canje de acciones de inversión por acciones comunes, respetando la proporción de los valores nominales vigentes al momento de efectuarse dicho canje. El resultado de la votación fue de 130 congresistas: 55 votaron a favor, 31 en contra, 4 abstenciones y 40 no votaron por estar suspendidos (4) y ausentes (36). Sin embargo, dicha medida fue dejada sin efecto el 4 de abril por el Quinto Juzgado Constitucional de Lima, en respuesta a una acción de amparo presentada por el legislador, ya que la sanción afectó el debido proceso, el derecho a la defensa y el honor del congresista. El presidente de la Comisión de Ética Parlamentaria, Humberto Lay, anunció que apelarían dicha sentencia.

## Fallecimiento
El 8 de febrero del 2013, Diez Canseco dio a conocer que padecía de cáncer, por el cual había sido hospitalizado en una clínica limeña desde fines de enero.
Falleció el 4 de mayo del 2013 a los 65 años. Sus restos fueron velados en la Casona histórica de la Universidad Nacional Mayor de San Marcos. El 7 de mayo fue homenajeado por parte de diversas organizaciones populares y sectores de la ciudadanía, así como también de algunos congresistas que votaron en contra de su suspensión. Sus restos fueron cremados en el Cementerio de Huachipa y sus cenizas depositadas en el mausoleo familiar en el Cementerio Presbítero Maestro de Lima.
En un comunicado póstumo del 5 de mayo de 2013, la familia del congresista pidió que aquellos congresistas que votaron a favor de la sanción por noventa días contra él no asistan al velorio, homenaje y sepelio del reconocido político.

## Publicaciones

### Ensayos
- 1971 "Imperio de los Incas y Modelo de Producción Asiático" - PUCP.
- 1972 "Los Fines de la Universidad Católica" - PUCP.
- 1982 "Situación de los Derechos Humanos en el Perú". PUCP
- 1985 "La Situación en las Zonas de Emergencia".[39]

### Libros
- 1981 Dictadura y Derechos Humanos en el Perú. 10 Años de Gobierno Militar.
- 1985 Democracia, Militarización y Derechos Humanos en el Perú.
- 2002 Balance de la Inversión Privada y la Privatización: Objetivos/Resultados (compilador).
- 2002 Decretos Secretos y Mal Uso de Fondos Públicos: El Perú bajo el fujimorismo (compilador).[39]